# 2701 Cherson
2701 Cherson (1978 RT) là một tiểu hành tinh vành đai chính được phát hiện ngày 1 tháng 9 năm 1978 bởi Chernykh, N. ở Nauchnyj.